# Nebalia bipes
Nebalia bipes là một loài giáp xác thuộc bộ Giáp mỏng và là loài đầu tiên trong bộ được miêu tả (năm 1780, dưới tên Cancer bipes). Nó sống trong vùng nước ven biển ở độ sâu 5–60 m (20–200 ft), nó sống trong các kẻ đá hoặc giữa các phân hủy chất hữu cơ, kẻ thù của nó gồm các cá Merlangius merlangus (Whiting).

## Phân bố
N. bipes được tìm thấy tại Bắc Đại Tây Dương, từ bờ biển phía đông của Bắc Mỹ, Greenland, Iceland, Quần đảo Faroe, Na Uy, và về phía nam qua biển Bắc, Kattegat, xung quanh quần đảo Anh, và mở rộng vào biển Địa Trung Hải.